# 溝の口駅
溝の口駅（みぞのくちえき）は、神奈川県川崎市高津区溝口二丁目にある、東急電鉄の駅である。

## 概要
当駅には線路名称において田園都市線1路線のみが乗り入れているが、当駅 - 二子玉川駅間の複々線を利用して田園都市線列車と大井町線列車が乗り入れており、それぞれ別路線として案内されている。そして当駅が大井町線の終点として扱われている。駅番号についても、田園都市線と大井町線で個別で与えられ、前者はDT10、後者はOM16である。
また、当駅は東日本旅客鉄道（JR東日本）南武線の武蔵溝ノ口駅と隣接する乗換駅であり、相互間の乗り換え客も多い。また、一部区間で連絡運輸を行っている。両駅及び駅南東側の再開発地区は「キラリデッキ」という愛称のペデストリアンデッキで結ばれており、東口、南口のどちらからでも地上に下りることなくJR駅と往来できる。
駅長所在駅であり、溝の口管内として二子新地駅 - 梶が谷駅間を管理している。現在の溝の口管内に当たる各駅は、2009年9月30日まで二子玉川駅所管の二子玉川管内の一部であった。
高津区役所の最寄駅であり、商業・行政共に高津区の中心となっている。

## 歴史
- 1927年（昭和2年）7月15日 - 玉川電気鉄道溝ノ口線（軌道）の溝ノ口駅として開業[1]。当初は南武鉄道の駅に並ぶように設置された[1]。
- 1943年（昭和18年）7月1日 - 溝ノ口線が改軌の上、大井町線に編入される[1]。南武線に対して直角に入るように変更される[1]。
- 1963年（昭和38年）10月11日 - 大井町線を「田園都市線」に改称[7]。
- 1966年（昭和41年）
  - 1月20日 - 大井町線の延伸工事に併せて高架化。同時に駅名を溝の口駅に改称[1]。
  - 4月1日 - 当駅から長津田までの延伸区間が開業[8]。
- 1979年（昭和54年）8月12日 - 田園都市線二子玉川園（当時）駅から新玉川線を経由して帝都高速度交通営団（現・東京地下鉄）半蔵門線方面へ直通運転を開始。同時に大井町 - 二子玉川園間を大井町線として分離。
- 1989年（平成元年）1月 - 当駅の改良工事に着手[9]。
- 1992年（平成4年）9月11日 - 当駅の4番線が完成、ダイヤ改正に合わせて使用開始した[10]。この時点で下り線が2番線、上り線が3・4番線となり、1番線は欠番となっていた[10]。
- 1993年（平成5年）12月4日 - 地上2階の新中央改札口が完成・使用開始[9]。
- 2000年（平成12年）3月 - 正面口改札内にエレベーターが設置される[11]。
- 2008年（平成20年）7月27日 - 田園都市線下りホームを2番線から1番線に切り替え[12]。
- 2009年（平成21年）
  - 6月15日 - 田園都市線上りホームを3番線から4番線に切り替え。3番線ホームは朝ラッシュ時のみ準急・急行列車が停車するようになる。
  - 7月11日 - 田園都市線複々線化により大井町線が当駅まで乗り入れ開始[13]。
- 2014年（平成25年）7月 - ホーム、コンコース、旅客トイレ等の照明が、東急電鉄で5番目となる全駅LED照明となる[14]。
- 2017年（平成29年）12月10日 - 1・4番線でホームドアの運用開始。
- 2022年（令和4年） 2月28日：定期券売り場が営業を終了[15]。

## 駅構造
島式ホーム2面4線を有する高架駅。外側の1・4番線が田園都市線、内側の2・3番線に大井町線が発着する。梶が谷寄りに大井町線用の引き上げ線を2線設置しているが、車止めは設置されず、そのまま田園都市線の線路に通じており、大井町線の車両を回送する際に使用している。
改札口は正面改札と南改札の2ヶ所で、共にエレベーターとエスカレーターを併設している。トイレは改札内にある。
改良工事前は相対式ホーム2面2線で、長津田方面を1番線、渋谷方面を2番線としていた。1989年（平成元年）1月より改良工事に着手し、1992年（平成4年）に上りホーム副本線（4番線）が完成、9月11日のダイヤ改正より使用開始した。この時点で上りホームは1面2線・下りホーム1面1線の2面3線構造となり、上りホームの副本線（4番線）は、朝ラッシュ時に上り列車が交互に発着していた。

### のりば
| 番線 | 路線       | 方向 | 行先                                     | 備考                           |
| ---- | ---------- | ---- | ---------------------------------------- | ------------------------------ |
| 1    | 田園都市線 | 下り | 鷺沼・長津田・中央林間方面               | 田園都市線直通の大井町線を含む |
| 2    | 大井町線   | -    | （降車専用）                             |                                |
| 3    | 大井町線   | 上り | 二子玉川・自由が丘・大井町方面           | 田園都市線からの直通は4番線    |
| 4    | 田園都市線 | 上り | 渋谷・押上〈スカイツリー前〉・春日部方面 |                                |

- 田園都市線鷺沼方面と大井町線を相互に直通する列車は、当駅前後では田園都市線列車としての運転となるため、田園都市線のホーム（1・4番線）に発着し、急行も含めて二子玉川 - 二子新地間で大井町線との転線を行う。

### 駅改良工事と大井町線の延伸
2008年7月26日まで田園都市線下りホームは2番線を使用していたが、工事の進展により翌27日から1番線の使用を開始した。以前はまだ敷設されていなかった1番線の線路敷のスペースを利用して3つの店舗を設置していたが、2007年3月末をもってすべて閉店した。
2009年7月11日から二子玉川 - 当駅間への大井町線の乗り入れにより、同線の降車専用ホームとして2番線の使用も再開された。なお前述した通り、同線の列車のうち田園都市線の鷺沼方面と直通する列車などに限り、延伸後も引き続き同線のホーム（1・4番線）を使用している。
改良工事に入ってから新設された4番線は、2009年6月14日までは平日朝間のみ使用され、梶が谷駅で急行もしくは準急を待避した各停が到着するが、これは3番線に停車中の前列車である急行・準急に追いついてしまうため、効率的な発着を目的とするものであった。2面2線のホームでは後続の各停が本線上で信号待ちを強いられるため遅延の原因となっていたが、4番線への入場信号を開けておくことで、先発した急行・準急の出発と後続各停の到着が同時に行えるようになり、多少なりとも遅延の解消に寄与していた。また、混雑均等化のためこの状況で各停と準急・急行が並んだ場合、各停は先行の準急・急行が発車するまでドアを開けないようにしていた。また、逆に準急・急行が先行の各停に追いついて並んだ場合も先行各停に対して同様の対処を行っていた。そして、翌15日から田園都市線は4番線が本線となり、3番線は朝の急行・準急と夜間の大井町線留置の使用となった。なお、大井町線の乗り入れに合わせて、これらの取り扱いは乗り入れ前日の同年7月10日で廃止された。
| 上りホーム |

| . |

| . |

| . |

| . |

| 下りホーム |

| . |

| . |

| . |

| . |

### 駅構内設備
売店
- toks - 正面改札横

飲食店（すべて正面改札内の正面）
- しぶそば（そば）
- ヴィ・ド・フランス（ベーカリー・喫茶）

## 利用状況
2024年度の1日平均乗降人員は以下の通りである。
- 田園都市線 - 142,147人（田園都市線内27駅中2位）
- 大井町線 - 53,615人（大井町線内全16駅中2位）

### 年度別1日平均乗降人員
近年の1日平均乗降人員推移は下表の通り。
| 年度               | 東急電鉄         | 東急電鉄   | 東急電鉄         | 東急電鉄 |
| 年度               | 田園都市線       | 田園都市線 | 大井町線         | 大井町線 |
| 年度               | 1日平均 乗降人員 | 増加率     | 1日平均 乗降人員 | 増加率   |
| ------------------ | ---------------- | ---------- | ---------------- | -------- |
| 2002年（平成14年） | 154,051          |            | 未開業           | 未開業   |
| 2003年（平成15年） | 157,600          | 2.3%       | 未開業           | 未開業   |
| 2004年（平成16年） | 161,209          | 2.3%       | 未開業           | 未開業   |
| 2005年（平成17年） | 160,957          | −0.2%      | 未開業           | 未開業   |
| 2006年（平成18年） | 164,612          | 2.3%       | 未開業           | 未開業   |
| 2007年（平成19年） | 172,732          | 4.9%       | 未開業           | 未開業   |
| 2008年（平成20年） | 174,199          | 0.8%       | 未開業           | 未開業   |
| 2009年（平成21年） | 154,237          | −11.5%     | 26,287           |          |
| 2010年（平成22年） | 145,557          | −5.6%      | 40,123           |          |
| 2011年（平成23年） | 144,335          | −0.8%      | 42,476           | 5.9%     |
| 2012年（平成24年） | 147,521          | 2.2%       | 45,676           | 7.5%     |
| 2013年（平成25年） | 150,439          | 2.0%       | 48,392           | 5.9%     |
| 2014年（平成26年） | 149,600          | −0.6%      | 49,468           | 2.2%     |
| 2015年（平成27年） | 153,059          | 2.3%       | 52,138           | 5.4%     |
| 2016年（平成28年） | 154,298          | 0.8%       | 53,805           | 3.2%     |
| 2017年（平成29年） | 156,316          | 1.3%       | 55,485           | 3.1%     |
| 2018年（平成30年） | 156,837          | 0.3%       | 57,396           | 3.4%     |
| 2019年（令和元年） | 155,777          | −0.7%      | 57,731           | 0.6%     |
| 2020年（令和02年） | 112,195          | −28.0%     | 40,170           | −30.4%   |
| 2021年（令和03年） | 124,686          | 11.1%      | 45,088           | 12.2%    |
| 2022年（令和04年） | 134,736          | 8.1%       | 49,020           | 8.7%     |
| 2023年（令和05年） | 139,107          | 3.2%       | 52,013           | 6.1%     |
| 2024年（令和06年） | 142,147          | 2.2%       | 53,615           | 3.1%     |

### 年度別1日平均乗車人員
近年の1日平均乗車人員推移は下記の通り。
- 1日平均乗車人員は神奈川県県勢要覧を参照（大井町線の乗車人員を含む）。

| 年度               | 1日平均 乗車人員 | 出典     |
| ------------------ | ---------------- | -------- |
| 1995年（平成07年） | 75,856           | [ * 1 ]  |
| 1998年（平成10年） | 74,990           | [ * 2 ]  |
| 1999年（平成11年） | 75,667           | [ * 3 ]  |
| 2000年（平成12年） | 76,852           | [ * 3 ]  |
| 2001年（平成13年） | 77,058           | [ * 4 ]  |
| 2002年（平成14年） | 77,154           | [ * 5 ]  |
| 2003年（平成15年） | 78,653           | [ * 6 ]  |
| 2004年（平成16年） | 79,431           | [ * 7 ]  |
| 2005年（平成17年） | 80,064           | [ * 8 ]  |
| 2006年（平成18年） | 81,882           | [ * 9 ]  |
| 2007年（平成19年） | 86,300           | [ * 10 ] |
| 2008年（平成20年） | 86,707           | [ * 11 ] |
| 2009年（平成21年） | 120,826          | [ * 12 ] |
| 2010年（平成22年） | 92,420           | [ * 13 ] |
| 2011年（平成23年） | 92,994           | [ * 14 ] |
| 2012年（平成24年） | 96,198           | [ * 15 ] |
| 2013年（平成25年） | 98,985           | [ * 16 ] |
| 2014年（平成26年） | 99,245           | [ * 17 ] |
| 2015年（平成27年） | 102,314          | [ * 18 ] |
| 2016年（平成28年） | 103,752          | [ * 19 ] |
| 2017年（平成29年） | 105,527          | [ * 20 ] |

## ギャラリー

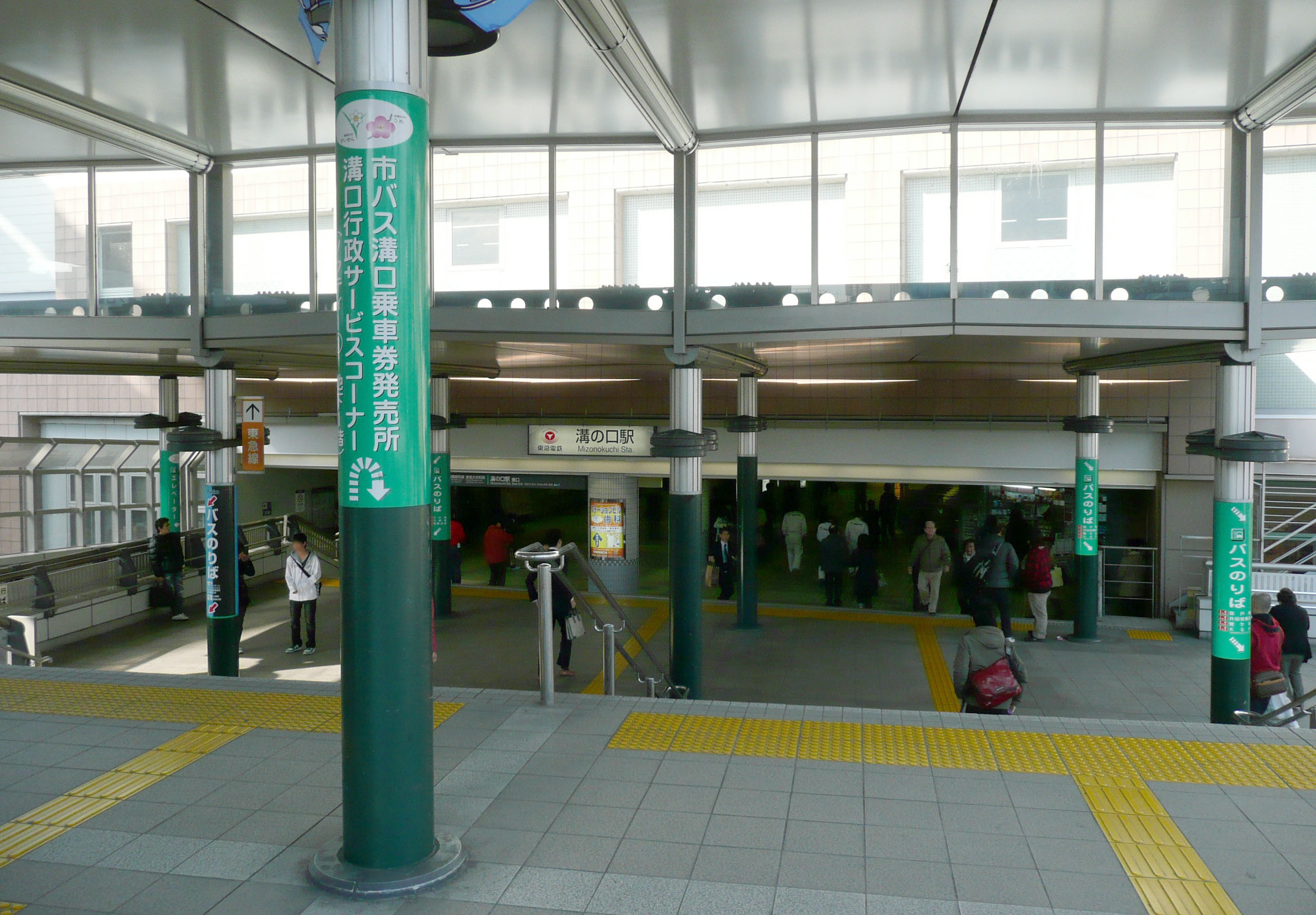
北口入口（2011年11月26日）
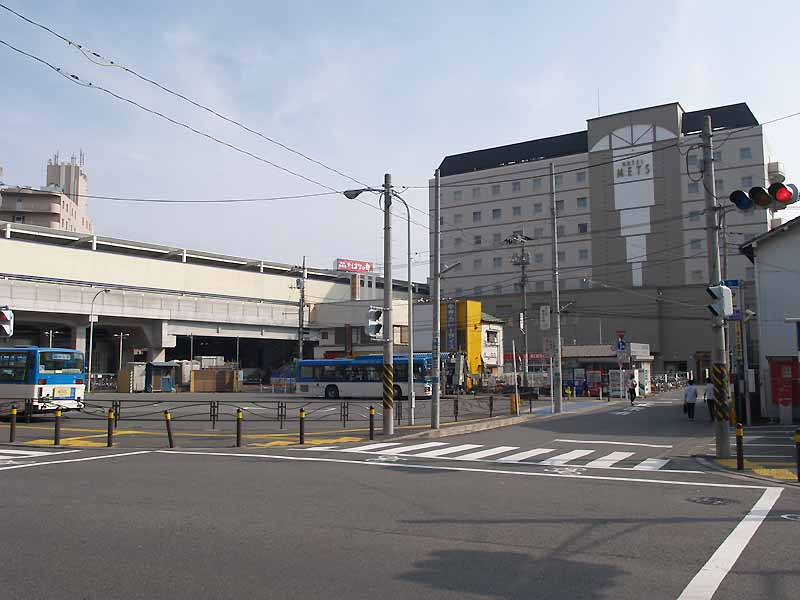
南口バスターミナル。将来的にはこちらもペデストリアンデッキが整備される（2007年8月4日）
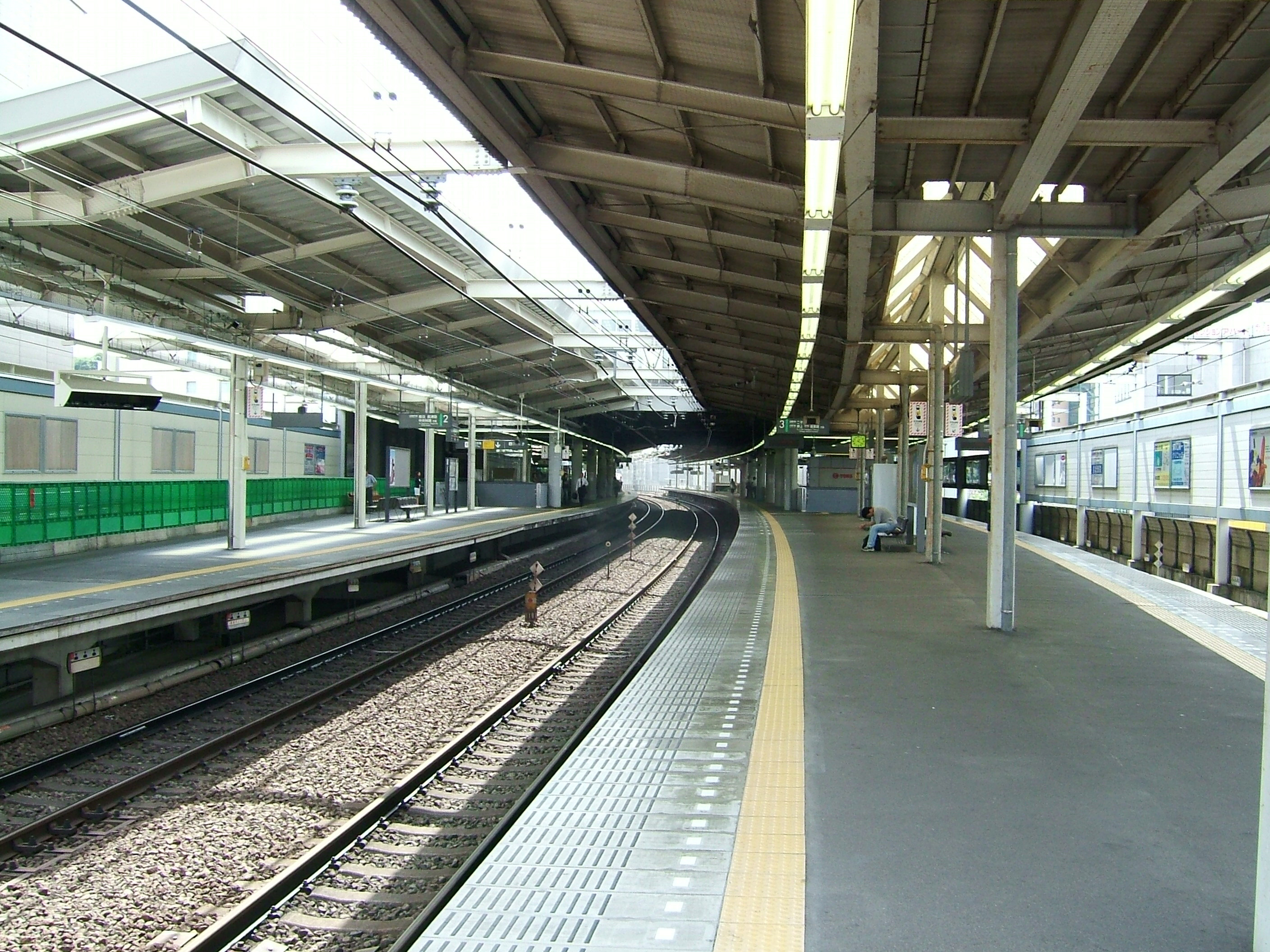
駅ホーム。左側ホームのフェンス側はその後1番線となっている（2004年8月17日）
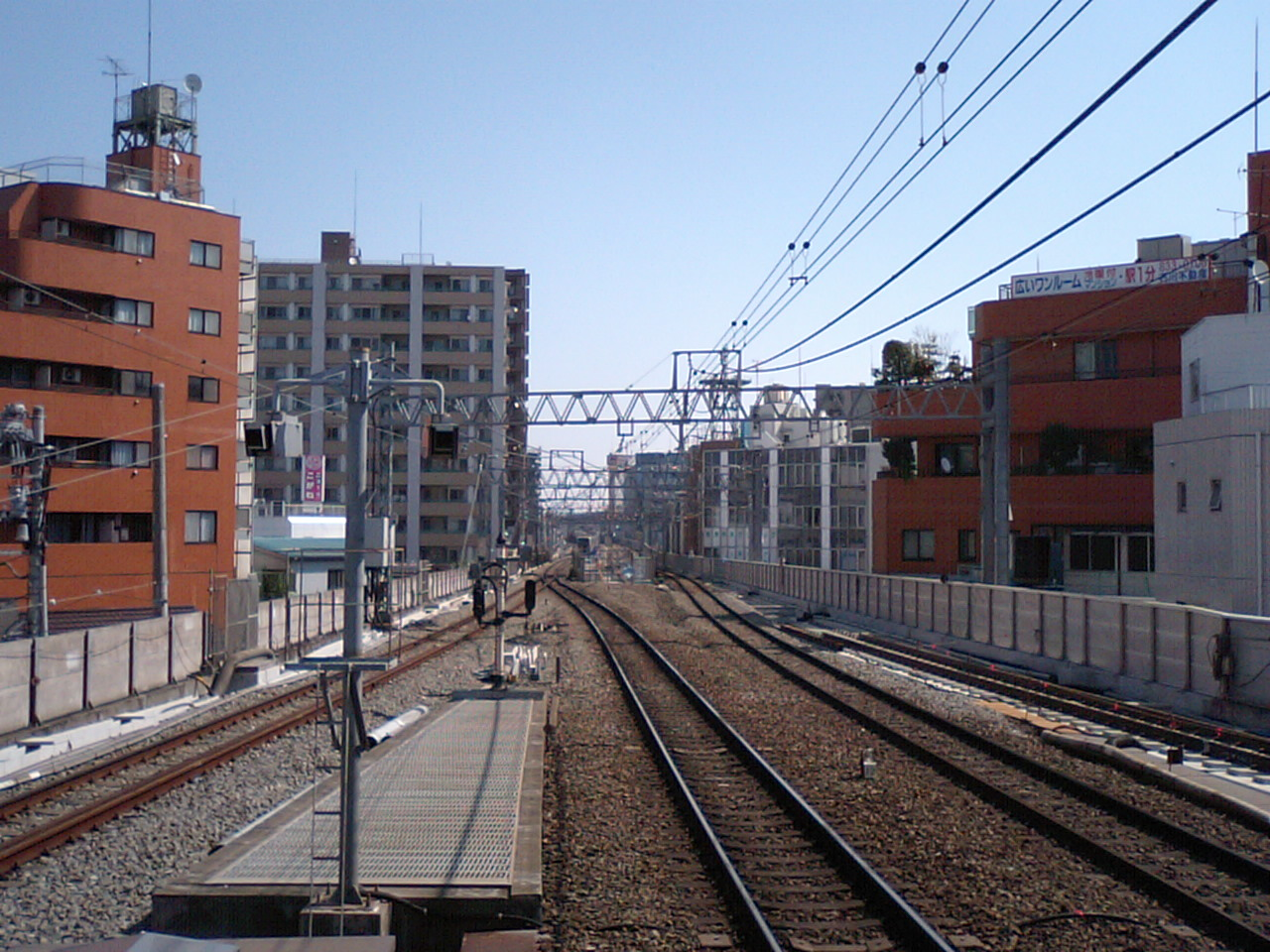
複々線化工事中の駅の渋谷方。右端には後に1番線となる線路が既に設置されている（2008年4月6日）

## 隣の駅
東急電鉄
 田園都市線
■急行・■準急
二子玉川駅 (DT07) - 溝の口駅 (DT10) - 鷺沼駅 (DT14)
■各駅停車
高津駅 (DT09) - 溝の口駅 (DT10) - 梶が谷駅 (DT11)
 大井町線

■急行・□各駅停車（種別幕が緑のもの）
二子玉川駅 (OM15) - 溝の口駅 (OM16)
■各駅停車（種別幕が青のもの）
高津駅 (DT09) - 溝の口駅 (OM16)
※大井町線と田園都市線梶が谷方面を直通する列車は、二子玉川駅を境に田園都市線列車として運転される。